# Чемпионат мира по легкоатлетическим эстафетам 2014
Чемпионат мира по легкоатлетическим эстафетам 2014 года проходил 24-25 мая на стадионе Томаса Робинсона в городе Нассау (Багамские Острова). Турнир состоялся впервые в истории.
В соревнованиях приняли участие 575 легкоатлетов из 43 стран мира, из них 337 мужчин и 238 женщин.

## Призовой фонд
Общий призовой фонд соревнований составил 1 400 000 долларов США.
На команду: 1-е место — $50 000, 2-е место — $30 000, 3-е место — $20 000, 4-е место — $12 000, 5-е — $10 000, 6-е место — $8000, 7-е место — $6000, 8-е место — $4000.
За установление мирового рекорда команде полагался дополнительный бонус в размере $50 000.

## Результаты
Сокращения: WR — мировой рекорд | AR — рекорд континента | NR — национальный рекорд | CR — рекорд чемпионата

Курсивом выделены участники, выступавшие за эстафетные команды только в предварительных забегах

### Мужчины
| Вид                    | Золото                                                                                                | Золото      | Серебро                                                                                        | Серебро     | Бронза                                                                                                 | Бронза      |
| ---------------------- | --- | ----------- | ---------------------------------------------------------------------------------------------- | ----------- | --- | ----------- |
| Эстафета 4x100 метров  | Ямайка · Неста Картер · Никель Ашмид · Джулиан Форт · Йохан Блэйк · Кемар Бэйли-Коул · Эндрю Фишер    | 37,77       | Тринидад и Тобаго · Кестон Бледмен · Марк Бёрнс · Рондел Соррилло · Ричард Томпсон             | 38,04       | Великобритания · Ричард Килти · Харри Эйкинс-Эрьити · Джеймс Эллингтон · Дуэйн Чемберс · Дэниел Талбот | 38,19       |
| Эстафета 4x200 метров  | Ямайка · Никель Ашмид · Уоррен Уир · Джермейн Браун · Йохан Блэйк · Рашид Дуайер · Джейсон Ливермор   | 1.18,63 WR  | Сент-Китс и Невис · Антуан Адамс · Лестрод Роланд · Бриджеш Лоуренс · Эллистар Кларк           | 1.20,51 NR  | Франция · Кристоф Леметр · Янник Фонса · Бен Басса · Кен Ромен                                         | 1.20,66 AR  |
| Эстафета 4x400 метров  | США · Дэвид Вербург · Тони Маккей · Кристиан Тейлор · Лашон Мерритт · Клейтон Паррос · Торрин Лоуренс | 2.57,25 CR  | Багамские Острова · Латой Уильямс · Деметриус Пиндер · Крис Браун · Майкл Мэтью · Рамон Миллер | 2.57,59     | Тринидад и Тобаго · Лалонде Гордон · Ренни Кво · Мейчел Седенио · Джаррин Соломон                      | 2.58,34 NR  |
| Эстафета 4x800 метров  | Кения · Фергюсон Ротич · Сэмми Киронго · Джоб Киньор · Альфред Кипкетер                               | 7.08,40 CR  | Польша · Кароль Конечный · Шимон Кравчик · Марцин Левандовский · Адам Кщот                     | 7.08,69 NR  | США · Майкл Рутт · Робби Эндрюс · Брэндон Джонсон · Дуэйн Соломон                                      | 7.09,06     |
| Эстафета 4x1500 метров | Кения · Коллинс Чебои · Силас Киплагат · Джеймс Магут · Асбель Кипроп                                 | 14.22,22 WR | США · Патрик Кэйси · Дэвид Торренс · Уилл Лир · Леонель Манзано                                | 14.40,80 AR | Эфиопия · Меконнен Гебремедхин · Сореса Фида · Зебене Алемайеху · Аман Воте                            | 14.41,22 NR |

### Женщины
| Вид                    | Золото | Золото      | Серебро                                                                                         | Серебро     | Бронза                                                                                            | Бронза         |
| ---------------------- | --- | ----------- | ----------------------------------------------------------------------------------------------- | ----------- | ------------------------------------------------------------------------------------------------- | -------------- |
| Эстафета 4x100 метров  | США · Тианна Бартолетта · Александрия Андерсон · Дженеба Тармо · Лакиша Лоусон                              | 41,88 CR    | Ямайка · Керри Расселл · Керрон Стюарт · Скиллони Калверт · Саманта Генри-Робинсон              | 42,28       | Тринидад и Тобаго · Камария Дюрант · Мишель-Ли Ахай · Рийяр Томас · Кай Селвон                    | 42,66          |
| Эстафета 4x200 метров  | США · Шалонда Соломон · Таванна Мидоуз · Бьянка Найт · Кимберлин Данкан                                     | 1.29,45 CR  | Великобритания · Дезири Хенри · Аника Онуора · Бьянка Уильямс · Аша Филип                       | 1.29,61 NR  | Ямайка · Симона Фейси · Шери-Энн Брукс · Анниша Маклафлин · Шелли-Энн Фрейзер-Прайс               | 1.30,04 NR     |
| Эстафета 4x400 метров  | США · Диди Троттер · Саня Ричардс-Росс · Наташа Хастингс · Джоанна Эткинс · Моника Харгроув · Джессика Бёрд | 3.21,73 CR  | Ямайка · Калиса Спенсер · Новлен Уильямс-Миллс · Анастасия Лерой · Шерика Джексон · Кристин Дэй | 3.23,26     | Нигерия · Фоласаде Абуган · Реджина Джордж · Омолара Омотосо · Патьенс Джордж · Букола Абогунлоко | 3.23,41        |
| Эстафета 4x800 метров  | США · Шанель Прайс · Джина Лара · Эджи Уилсон · Бренда Мартинес                                             | 8.01,58 CR  | Кения · Джанет Джепкосгеи · Агата Кимасваи · Сильвия Чесебе · Юнис Сум                          | 8.04,28 AR  | Австралия [a] · Бриттани Макгован · Зои Бакман · Сельма Кейджан · Мелисса Данкан                  | 8.13,26 [a] AR |
| Эстафета 4x1500 метров | Кения · Мерси Чероно · Фаит Кипьегон · Ирен Джелагат · Хеллен Обири                                         | 16.33,58 WR | США · Хизер Кампф · Кэти Макки · Кейт Грейс · Бренда Мартинес                                   | 16.55,33 AR | Австралия · Зои Бакман · Брайди Дилейни · Бриттани Макгован · Мелисса Данкан                      | 17.08,65 AR    |

a  25 января 2016 года Всероссийская федерация лёгкой атлетики дисквалифицировала на 2 года бегунью на 800 метров Ирину Марачёву. На основании показателей биологического паспорта был сделан вывод о применении спортсменкой допинга. Все её результаты с 26 июня 2012 года были аннулированы, в том числе третье место сборной России (Ирина Марачёва, Елена Кобелева, Татьяна Мязина, Светлана Рогозина) в эстафете 4×800 метров на мировом эстафетном первенстве в 2014 году с результатом 8.08,19.

## Страны-участницы
- Австралия (30)
- Багамские Острова (28)
- Бахрейн (5)
- Барбадос (6)
- Бельгия (5)
- Бермуды (4)
- Бразилия (25)
- Виргинские Острова (Великобритания) (5)
- Канада (20)
- Острова Кайман (5)
- Китай (10)
- Куба (8)
- Доминиканская Республика (10)
- Эфиопия (10)
- Франция (28)
- Германия (17)
- Великобритания (24)
- Италия (5)
- Ямайка (38)
- Япония (17)
- Кения (28)
- Мексика (9)
- Нидерланды (6)
- Нигерия (21)
- Папуа — Новая Гвинея (15)
- Польша (25)
- Пуэрто-Рико (8)
- Катар (4)
- Румыния (6)
- Россия (14)
- Сент-Китс и Невис (5)
- Саудовская Аравия (6)
- Словакия (5)
- Республика Корея (5)
- Испания (15)
- Швейцария (7)
- Тринидад и Тобаго (23)
- Теркс и Кайкос (5)
- Уганда (5)
- Украина (5)
- США (56)
- Виргинские Острова (США) (5)
- Венесуэла (11)